# Текиргёл (озеро)
Текиргёл (рум. Lacul Techirghiol) — озеро в Румынии, расположенное на берегу Чёрного моря, в 12 км от города Констанца. На берегу озера находятся курорты Эфорие и Текиргёл известные своими грязелечебницами, использующими сапропелевый ил озера.
Площадь поверхности — 14,62 км².

## Этимология названия
Существуют разные версии возникновения названия озера.
По одной из них озеро названо в честь старика турка по имени Текир, который обнаружил лечебные свойства грязи озера.
По другой версии название озера происходит из тюркского: «текир» — «ровный», «гёл» — «озеро». Когда дует ветер, на волнах появляется белая пена.

## Гидрография
Озеро лиманного происхождения и образовалось из морского залива, который отделен от моря песчаной косой шириной 100 метров и длиной 3 км. Со временем солёность озера повышалась и достигала в максимуме 95 г/л.
В 70-х годах XX века из-за широкого внедрения ирригации на территории, соседствующей с озером, увеличился сброс пресной воды в озеро и соленость стала уменьшаться (83,6 г/л — 1970 г, 63,6 г/л — 1980 г. и 53,50 г/л — 1997 г.).
Из-за уменьшения солености возникла угроза исчезновения популяции Artemia salina, и как следствие нарушение всей экосистемы озера. Для борьбы с этим в 1980-х годах были построены 2 дамбы, которые разделили озеро на 3 части: восточная с самой высокой солёностью, средняя (солёность 6-8 г/л) и западная (солёность 1-2 г/л). В западную часть озера попадает основное количество пресной воды от ирригационных систем. Избыток этой воды перекачивается в Чёрное море по специальному трубопроводу длиной 9,5 км.
Уровень воды озера относительно уровня Чёрного моря колеблется и составляет от 0 м до −1,65 м. Есть данные, что при уровне ниже уровня Чёрного моря в озеро поступает вода из моря, просачиваясь через песчаную косу.

## Фауна
В воде с высокой солёностью выживает только Artemia salina — небольшое ракообразное (5-10 мм). Тело этого рачка после разложения образует сапропелевый ил — главное богатство озера.
Так как озеро очень солёное, оно служит для рачка защитой — никаких естественных врагов там нет.
В пресноводной части озера водятся различные виды водоплавающих птиц, из них наиболее многочисленны: белолобый гусь и различные утки (кряква, белоглазый нырок). В числе встречающихся там птиц входят несколько исчезающих и редких видов: малый баклан, краснозобая казарка.
Озеро является местом остановки перелётных птиц при их весенней и осенней миграции из России в Средиземноморье и Африку.
Из земноводных в пресноводной части озера обитают: дунайский тритон, сирийская чесночница и краснобрюхая жерлянка.

## Лечебные свойства озера
Сильно минерализованная вода, а также сапропелевый ил обладают лечебными свойствами. Первый санаторий на озере был открыт в 1891 году. В настоящее время в городах Эфорие и Текиргёл функционирует несколько лечебных учреждений и на основе сапропелевого ила выпускается лечебная косметика.
Основные показания для лечения с использованием сапропелевого ила озера — заболевания органов движения и опоры, нервной системы, кожи, гинекологические болезни.

## Галерея

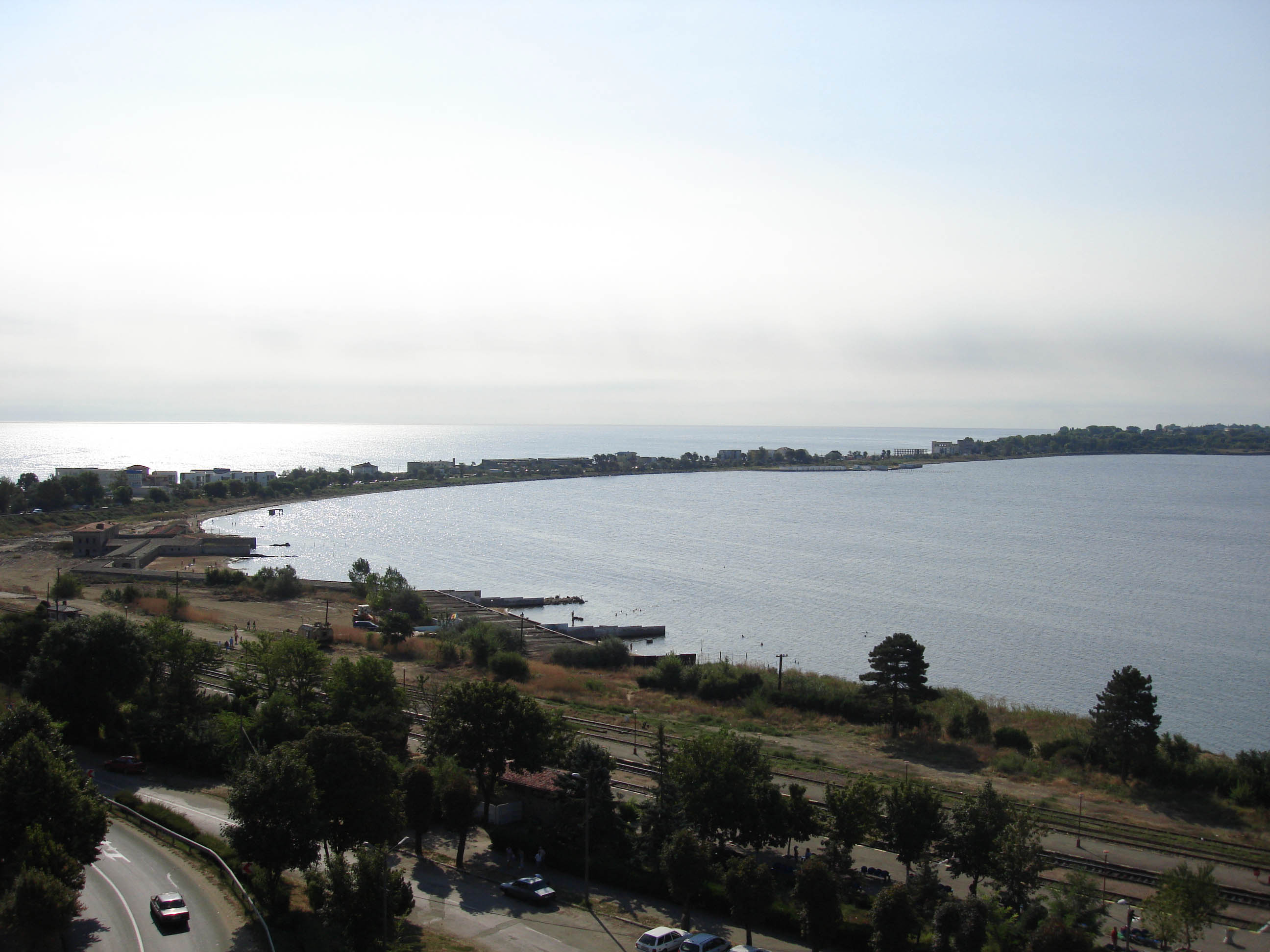
Вид на песчаную косу, отделяющую озеро от моря. Озеро — правее косы.
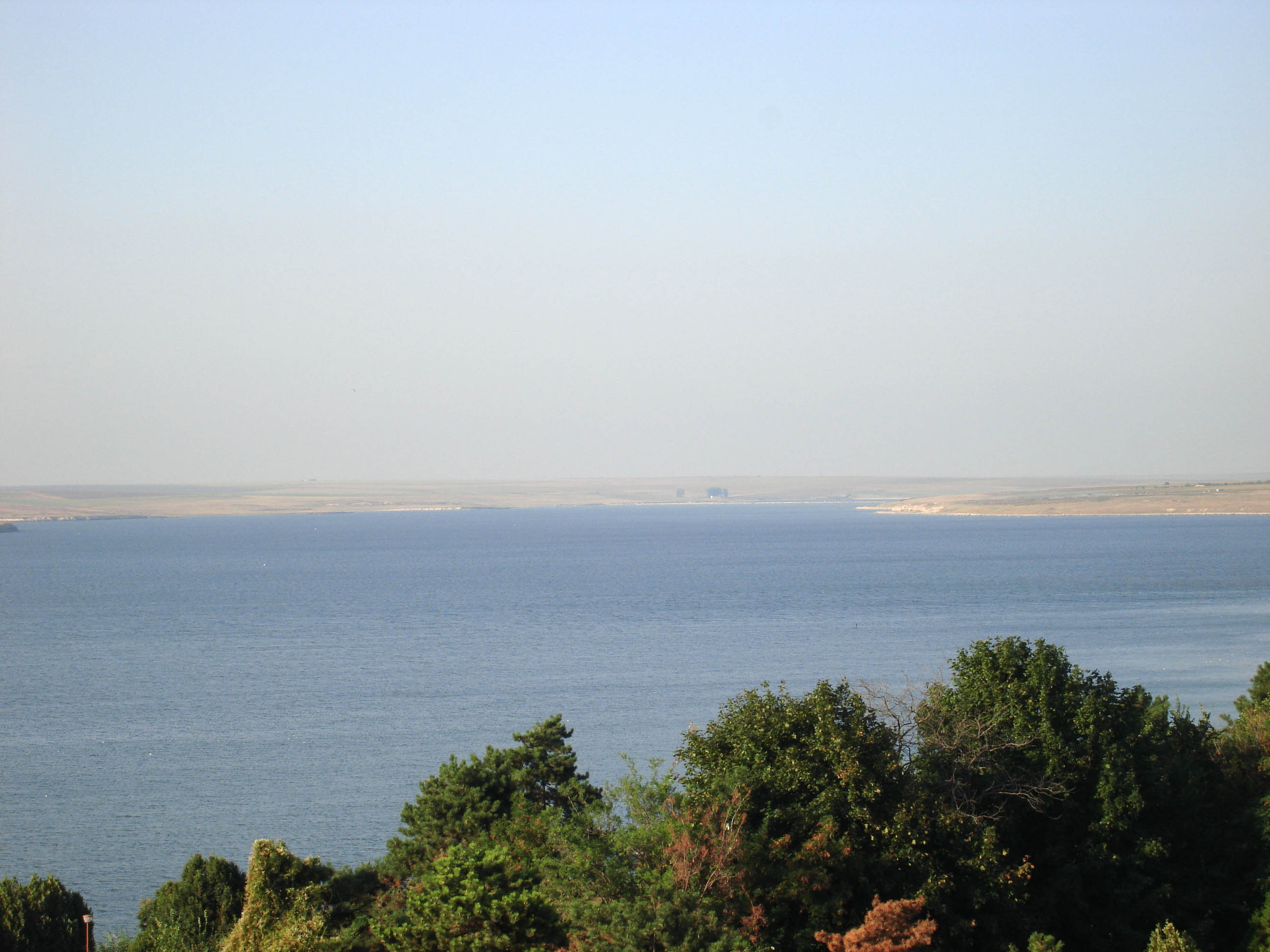
Озеро днём
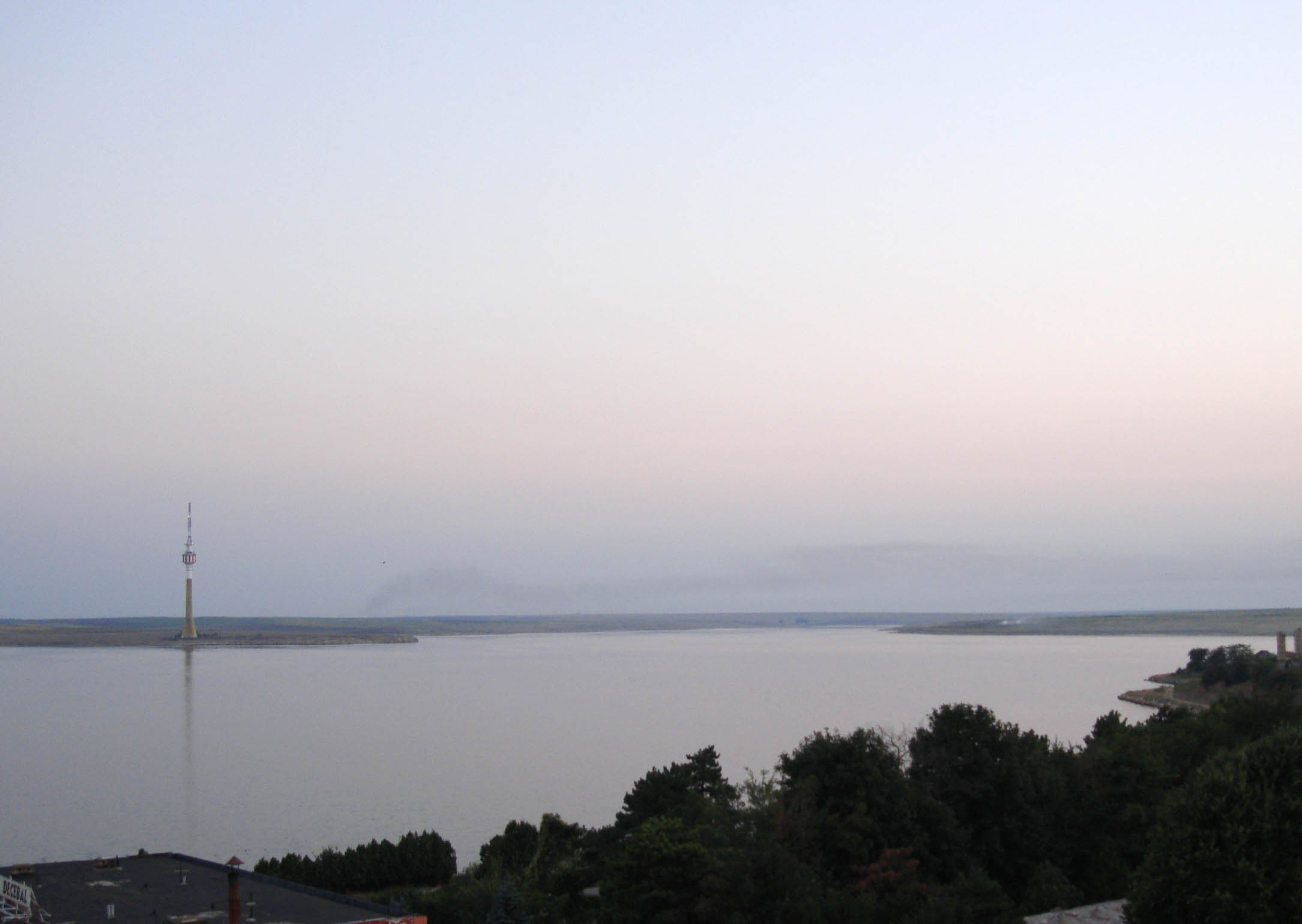
Вид на озеро вечером
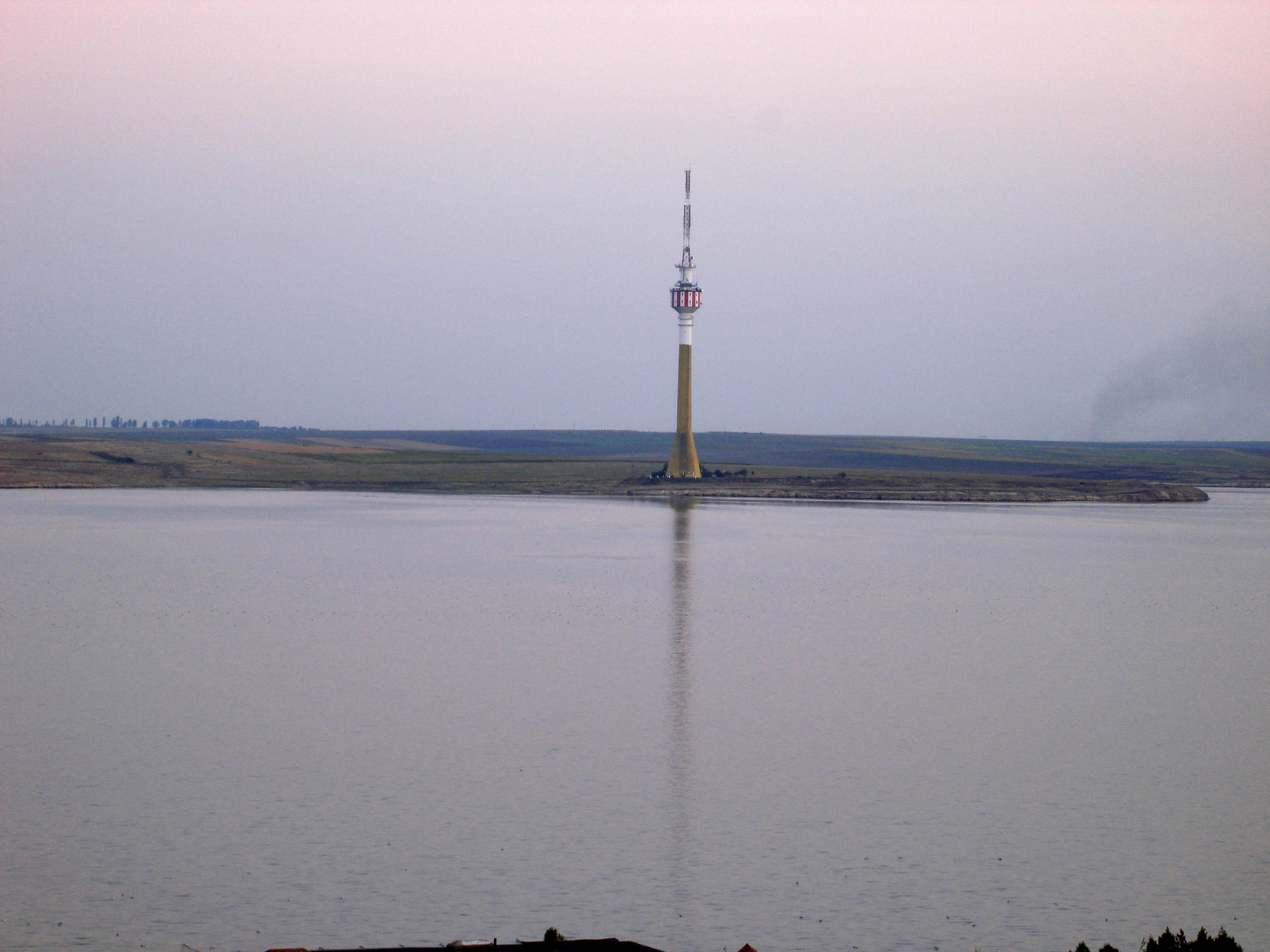
Вид на озеро вечером
Памятник Текиру, в честь которого, согласно легенде, названо озеро.